# Pavle Zidar
Pavle Zidar (pravo ime Zdravko Slamnik), slovenski pisatelj in pesnik, * 6. januar 1932, Slovenski Javornik pri Jesenicah, † 12. avgust 1992, Ljubljana.

## Življenje
Rojen je bil kot Zdravko Slamnik na Slovenskem Javorniku, nekoč predmestju Jesenic. Oče Jožef Slamnik, po rodu z Zabreznice, ki je bil sorodstveno povezan s Prešernovo rodbino, je delal v železarni. Mati je bila rojena v družini tovarniškega delavca z Jesenic. Leta 1936 je družina dobila stanovanje v baraki Kranjske industrijske družbe. Dve leti kasneje je pričel obiskovati osnovno šolo na Koroški Beli, v času druge svetovne vojne pa je hodil v nemško osnovno šolo. Kot trinajstleten deček je bil skupaj s partizani udeležen pri miniranju šole. Zaradi ponesrečene akcije je bil zaprt v Begunjah, od koder so ga aprila 1945 rešili partizani Kokrškega odreda ter z njimi odšel v partizane. Dogodek ga je močno zaznamoval, saj ga je pogosto vključeval v svoja dela. Sprva je bil Osvobodilni fronti naklonjen, toda kasneje je do nje zavzel kritično stališče. Po vojni je šolanje nadaljeval na jeseniški nižji gimnaziji, nato na učiteljišču v Ljubljani, kjer je leta 1950 diplomiral. Učiteljsko službo je najprej opravljal na Dolenjskem, kjer je poučeval na šolah v Trebelnem, Mokronogu, Karteljevem, Orehovici in Zagradcu. Tam je začel pisati pesmi in prevzel ime Pavle Zidar. Iz idealističnega komunističnega prepričanja je kritiziral lokalne oblasti in se zapletel v konflikte, zaradi katerih je zapustil Dolenjsko in se preselil na Primorsko. Leta 1956 je sprejel službo vzgojitelja v dijaškem domu srednje pomorske šole v Portorožu, kjer si je uredil družinsko življenje z ženo Ivo, dobil hčer in kasneje še dvojčka. Posvetil se je kulturnemu udejstvovanju in prirejal literarne večere s slovenskimi pisatelji. Pri devetindvajsetih letih je postal ravnatelj piranske osnovne šole in začel pisati prozo. 
Leta 1966 so ga zaradi prevelike kritičnosti do odgovornih izključili iz partije, čeprav se je zanj zavzel Josip Vidmar. Zapustil je prosveto in se posvetil samo pisanju ter postal svobodni umetnik. Delovni prostor si je uredil v Kobaridu, pisal pa je tudi v Luciji, kjer je družina dobila blokovsko stanovanje. Po koncu kobariškega obdobja leta 1976 je hodil pisateljevat na Štajersko, na hribovsko kmetijo  v Gaj nad Mariborom. V osemdesetih letih je poleg neprestanih denarnih stisk zašel tudi v zdravstvene težave. Pri šestdesetih letih je preminil zaradi možganske kapi. V stanovanju v Luciji je njegov delovni prostor preurejen v spominsko sobo. Pokopan je na piranskem pokopališču.

## Delo
Je eden najplodnejših slovenskih pisateljev, saj je napisal 76 knjig in objavljal v raznih slovenskih revijah. Ni se vključeval v nobeno literarno smer, snov je črpal iz lastnih izkušenj ter brez predsodkov in zadržkov pisal o tabu temah. Leta 1955 je v knjižici izšla pesniška pripovedka Tončkove sanje, leta 1960 slikanica s pesmicami z naslovom Konjički, še istega leta pa prva zbirka pesmi Kaplje ognjene. Počasi se je preusmerjal v prozo in leta 1962 izdal roman Soha z oltarja domovine, za katerega je leto kasneje prejel nagrado Prešernovega sklada. Navadil se je pisati zdoma in tako je povest Sveti Pavel (1965) in roman Oče naš (1967) napisal v Kartuziji Pleterje, kar mu je omogočil samostanski prior Leopold Edgar Lavov. Za delo Sveti Pavel je prejel Prežihovo nagrado. V teh delih se je dotaknil posledic druge svetovne vojne za kmečko prebivalstvo.
Leta 1967 si je za literarno ustvarjanje izbral Kobarid. Tu je dolenjsko kmečko tematiko zamenjal z erotično (Marija Magdalena, Tumor, Učiteljice, Romeo in Julija, Harem). Med pisateljevanjem v Kobaridu (1967–1976) je napisal avtobiografski deli Barakarji (1968) in Dim (ki diši po sestri Juli) 1970, s katerima si je povzročil zamere na Jesenicah, pri svojcih in zlasti pri materi, ki je naslednje leto umrla. Simbolično se ji je oddolžil z romanom Sveta Barbara (1972), užaljenim sokrajanom pa z romanom Okupacija Javornika leta 1983. Kobariškemu obdobju je 1976 sledilo štajersko. Za to obdobje je značilna tematika učiteljskega poklica, trpljenje, iskanje boga in vrnitev k poeziji. 
V njegovi prozi je v središču kritičen posameznik, v boju z družbo in zlom, ki ga obdaja. V delih se vrača v čas svoje mladosti ter v čas druge svetovne vojne in njenih grozot. 
Romane je sestavljal iz samostojnih novel, kritika pa je še posebej cenila njegovo bogato lirično metaforiko. Kljub temu, da je prejel številne nagrade, med drugimi Prešernovo nagrado za življenjsko delo leta 1987, in bil bran, ponatiskovan in prevajan, se je pritoževal nad svojo neodmevnostjo.
Velik del svojega opusa je namenil mladim. Eno izmed njegovih prvih del za otroke in za mladino predstavlja zgodba v verzih Tončkove sanje, ki jo je napisal že leta 1955.
Najbolj znana je mladinska povest Kukavičji Mihec, žalostna pripoved o glavnem junaku, ki je osamljen in drugačen. Za to delo je prejel Nagrado mesta Ljubljane, po njem je bila posneta tudi nadaljevanka.

### Proza
- Soha z oltarja domovine, 1962
- S konji in sam, 1963
- Sveti Pavel, 1965
- Karantanija, 1966
- Oče naš, 1967
- Marija Magdalena, 1968
- Barakarji, 1968
- Jugo, 1969
- Izlet v mrak, 1969
- Dim, ki diši po sestri Juli, 1970
- Tumor, 1970
- Romeo in Julija, 1973
- Blaženi med ženami, 1975
- Živim, 1976
- Jezus iz pekla, 1977
- Črn trn, 1977
- Roman o Hanibalu, 1979
- Čudeži, 1981
- Hrastov med, 1983
- Medeni teden, 1987

### Poezija
- Kaplje ognjene, 1960

### Mladinska dela
- Tončkove sanje, 1955
- Konjički, 1960
- Pišem knjigo, 1970
- Kukavičji Mihec, 1972
- Glavne osebe na potepu, 1975
- Mulci, 1975
- Moja družina, 1981
- Lev Pink z jogurtom na glavi, 1983
- Državica otrok, 1986
- Dražba sanj, 1986
- Cirkus Madra čaj, 1988
- Lev Pink, Muc Brbuc in Kukavičji Mihec, 1991

## Nagrade
- Nagrada Prešernovega sklada za delo Soha z oltarja domovine, 1963
- Prežihova nagrada za povest Sveti Pavel, 1965
- Nagrada mesta Ljubljana za mladinsko povest Kukavičji Mihec, 1972
- Prešernova nagrada za življenjsko delo, 1987